# Великі Тіуші
Великі Тіуші́ (рос. Большие Тиуши, чув. Аслă Тивĕш) — присілок у складі Цівільського району Чувашії, Росія. Входить до складу Богатирьовського сільського поселення.
Населення — 100 осіб (2010; 117 у 2002).
Національний склад:
- чуваші — 99 %